# Baškirci
Baškirci (u vlastitom jeziku башкорт (Baškort); ruski: Башкиры (Baškiri) su turkijski narod uglavnom naseljen u republici Baškiriji u Rusiji. 
Neki Baškirci žive u drugim dijelovima Rusije, u Permskoj, Čeljabinskoj, Orenburškoj,  Sverdlovskoj, Kurganskoj, Samarskoj i Saratovskoj oblasti, a u novije vrijeme mnogi se naseljavaju u republici Tatarstan. 
Područje njihove rasprostranjenosti osobito je bilo oko rijeke Bjele, pritoke Kame i obroncima Urala i susjednim ravnicama. Jezik Baškiraca (Bashqort tele) pripada kipčačko-protobugarskoj grupi turkijskih jezika (uralska porodica), a danas se govori i u Uzbekistanu, Kazahstanu i gradu Moskvi. 
Baškirci su moguće (prema nekim autoritetima) finskoga porijekla, koji su turcizirani od strane Tatara. Svakako se spominju pod imenom baškort (kaže Rustem Akmat) od 7. stoljeća. Ime Baškirci spominje Ibn-Foslan koji u ranom 10. stoljeću putuje među Povolške Protobugare. Opisuje ih kao ratoboran narod sklon idolatriji. Kao susjedi Povolških Protobugara i Pečenega živjeli su slobodno do provale Mongola u 13. stoljeću. Već u 14. stoljeću od Zlatne Horde primaju islam, a u 16. stoljeću padaju pod vlast Rusa. Tijekom 16. i 17. stoljeća bune se zbog visokih daća, a učestvuju i u Pugačovljevoj buni. Godine 1786. Baškirci su oslobođeni plaćanja daća (plaćala su se u krznima). 
Osim u Rusiji mnogi Baškirci danas žive i po Kazahstanu, Uzbekistanu, Kirgiziji, Tadžikistanu, Turkmeniji i Ukrajini.

## Život i običaji
Baškirci izvorno bijahu nomadski stočari, kasnije preuzimaju i ratarstvo i pčelarstvo. Njihova zimska naselja su stalna, dok ljeti lutaju sa svojim stadima u potrazi za pasištima. Nastamba Baškiraca su kolibe i pusteni šatori. Odjeća se sastoji od kaftana (bešmet; vidi) i pustene stožaste kape. Ženski kaftan (zinlen) na grudima ukrašen je novcem. Žive prilično siromašno. Njihova hrana je meso (ovčetina, govedina i konjetina). Zimi pak najčešće jedu neku kašu poznatu kao yIsryu i sir nazivan skiirt. Tu je još kobilje ukiseljeno mlijeko kumys; sušeni sir krut i airan, ugrijano mlijeko s kiselim vrhnjem.
Baškirci su muslimani-suniti, ipak još vjerojatno ima očuvanog šamanizma (šamani mašmeš).

## Vanjske poveznice
- Bashkir People in Illustrations  Arhivirana inačica izvorne stranice od 11. svibnja 2006. (Wayback Machine)
- Bashkirs  Arhivirana inačica izvorne stranice od 7. prosinca 2006. (Wayback Machine)